# Rhys Ifans
Rhys Ifans (IPA: [r̥ɨːs ˈivans]), nato Rhys Owain Evans (Haverfordwest, 22 luglio 1967) è un attore gallese.

## Biografia
Nasce a Haverfordwest, nel Pembrokeshire (Galles), il 22 luglio 1967, figlio di Eirwyn Evans, un insegnante dell'elementari, e di Beti-Wyn Davies, un'insegnante d'asilo. Ifans è cresciuto a Ruthin, nel Galles del Nord, ed ha frequentato la Ysgol Maes Garmon, una scuola in lingua gallese, oltre che la scuola di recitazione Theatr Clwyd. La sua prima lingua è il gallese ed ha dichiarato di aver cambiato legalmente il proprio cognome, adottandone la pronuncia gallese, "solo per fare il difficile". Anche suo fratello, Llŷr, è un attore. Hanno recitato insieme in Twin Town, film di produzione gallese.
Ifans appare in molti programmi televisivi in lingua gallese prima d'intraprendere la sua carriera cinematografica, recitando anche al Royal National Theatre di Londra e il Royal Exchange Theatre, Manchester. Per un breve periodo canta nei Super Furry Animals, prima che raggiungano fama nazionale. Fra i ruoli da lui interpretati ricordiamo: lo stravagante Spike in Notting Hill (1999), Eyeball Paul in Kevin e Perry a Ibiza (2000), Nigel in Le riserve (2000), Iki in Codice 51 (2001), Trent Stoken in Hotel e William Dobbin in La fiera della vanità  (2004). Ha anche recitato nel ruolo di Jed Parry nella versione cinematografica de L'amore fatale di Ian McEwan, e nei panni del protagonista Danny Morgan nella commedia Piovuto dal cielo (2003).
Nel 2005 riceve un premio Bafta per il suo ritratto di Peter Cook nel film TV Not Only But Always. Inoltre fa la sua apparizione nel video di The Importance of Being Idle, degli Oasis, che vince il premio di Video dell'Anno ai NME Awards 2005-2006. Inoltre fa un'apparizione cameo nel video musicale di Mama Told Me Not To Come di Tom Jones e gli Stereophonics. Nel 2009 interpreta il padre di Nemo Nobody nel film Mr. Nobody. Nel 2010 interpreta Xenophilius Lovegood nel film Harry Potter e i Doni della Morte - Parte 1. Sempre nel 2010 interpreta Howard Marks, protagonista del film Mr. Nice. Nel 2012 Ifans interpreta il villain Lizard nel film The Amazing Spider-Man, reboot del franchise dell'Uomo Ragno; a 9 anni di distanza, nel 2021, riprende nuovamente il medesimo ruolo nel film del Marvel Cinematic Universe Spider-Man: No Way Home, diretto da Jon Watts (seppur fornendo solo la voce al personaggio senza interpretarlo fisicamente). Nel 2012 interpreta Winton Childs nel film commedia The Five-Year Engagement. Nel 2016 prende parte alla serie televisiva Berlin Station.
Nel 2021 interpreta Grigorij Rasputin in The King's Man - Le origini. Dal 2022 interpreta Otto Hightower, uno dei personaggi principali della serie televisiva House of the Dragon, adattamento di Fuoco e sangue di George R. R. Martin.

### Vita privata
Nel 2008 Ifans è stato brevemente fidanzato con l'attrice Sienna Miller. Dal 2011 al 2014 è stato legato alla collega Anna Friel.

## Filmografia

### Cinema
- Streetlife, regia di Karl Francis (1995)
- August, regia di Anthony Hopkins (1996)
- The Deadness of Dad, regia di Philippa Cousins e Mandy Sprague - cortometraggio (1997)
- Twin Town, regia di Kevin Allen (1997)
- Ballando a Lughnasa (Dancing at Lughnasa), regia di Pat O'Connor (1998)
- Heart, regia di Charles McDougall (1999)
- Notting Hill, regia di Roger Michell (1999)
- Janice Beard - Segretaria in carriera (Janice Beard 45 WPM), regia di Clare Kilner (1999)
- You're Dead..., regia di Andy Hurst (1999)
- Rancid Aluminium, regia di Edward Thomas (2000)
- Ama, onora & obbedisci (Love, Honour and Obey), regia di Dominic Anciano e Ray Burdis (2000)
- Kevin e Perry a Ibiza (Kevin & Perry Go Large), regia di Ed Bye (2000)
- Le riserve (The Replacements), regia di Howard Deutch (2000)
- Little Nicky - Un diavolo a Manhattan (Little Nicky), regia di Steven Brill (2000)
- Human Nature, regia di Michel Gondry (2001)
- Hotel, regia di Mike Figgis (2001)
- Codice 51 (The 51st State), regia di Ronny Yu (2001)
- The Shipping News - Ombre dal profondo (The Shipping News), regia di Lasse Hallström (2001)
- C'era una volta in Inghilterra (Once Upon a Time in the Midlands), regia di Shane Meadows (2002)
- Piovuto dal cielo (Danny Deckchair), regia di Jeff Balsmeyer (2003)
- La fiera della vanità (Vanity Fair), regia di Mira Nair (2004)
- L'amore fatale (Enduring Love), regia di Roger Michell (2004)
- Chromophobia, regia di Martha Fiennes (2005)
- The Undertaker, regia di Joe Penhall - cortometraggio (2005)
- Four Last Songs, regia di Francesca Joseph (2007)
- Hannibal Lecter - Le origini del male (Hannibal Rising), regia di Peter Webber (2007)
- Elizabeth: The Golden Age, regia di Shekhar Kapur (2007)
- Come Here Today, regia di Simon Aboud - cortometraggio (2008)
- The Informers - Vite oltre il limite (The Informers), regia di Gregor Jordan (2008)
- I Love Radio Rock (The Boat That Rocked), regia di Richard Curtis (2009)
- Mr. Nobody, regia di Jaco Van Dormael (2009)
- Lo stravagante mondo di Greenberg (Greenberg), regia di Noah Baumbach (2010)
- Mr. Nice, regia di Bernard Rose (2010)
- Tata Matilda e il grande botto (Nanny McPhee and the Big Bang), regia di Susanna White (2010)
- Passion Play, regia di Mitch Glazer (2010)
- Harry Potter e i Doni della Morte - Parte 1 (Harry Potter and the Deathly Hallows: Part 1), regia di David Yates (2010)
- The Organ Grinder's Monkey, regia di Jake Chapman - cortometraggio (2011)
- Anonymous, regia di Roland Emmerich (2011)
- The Five-Year Engagement, regia di Nicholas Stoller (2012)
- The Amazing Spider-Man, regia di Marc Webb (2012)
- Una folle passione (Serena), regia di Susanne Bier (2014)
- Tutto può accadere a Broadway (She's Funny That Way), regia di Peter Bogdanovich (2014)
- Madame Bovary, regia di Sophie Barthes (2014)
- Alice attraverso lo specchio (Alice Through the Looking Glass), regia di James Bobin (2016)
- Snowden, regia di Oliver Stone (2016)
- Dominion, regia di Steven Bernstein (2016)
- L'ultimo brindisi (The Parting Glass), regia di Stephen Moyer (2018)
- Official Secrets - Segreto di stato (Official Secrets), regia di Gavin Hood (2019)
- Il concorso (Misbehaviour), regia di Philippa Lowthorpe (2020)
- Spider-Man: No Way Home, regia di Jon Watts (2021)
- The King's Man - Le origini (The King's Man), regia di Matthew Vaughn (2021)
- La leggenda del Green (The Phantom of the Open), regia di Craig Roberts (2021)
- Divano di famiglia (Mother, Couch), regia di Niclas Larsson (2023)
- Nyad - Oltre l'oceano (Nyad), regia di Elizabeth Chai Vasarhelyi e Jimmy Chin (2023)
- Venom: The Last Dance, regia di Kelly Marcel (2024)

### Televisione
- Spatz – serie TV, episodi 2x01-2x03 (1991)
- Night Shift – serie TV (1993)
- Shakespeare Shorts – serie TV, episodio 1x01 (1996)
- The Sin Eater, regia di Terence Gross - cortometraggio TV (1997)
- Trial & Retribution – serie TV, episodi 1x01-1x02 (1997)
- Not Only But Always, regia di Terry Johnson - film TV (2004)
- The Last Word Monologues – serie TV, episodio 1x02 (2008)
- A Number, regia di James Macdonald - film TV (2008)
- Neverland - La vera storia di Peter Pan – miniserie TV, 2 episodi (2011)
- Elementary - serie TV, 7 episodi (2013)
- Berlin Station - serie TV, 24 episodi (2016-2019)
- House of the Dragon - serie TV, 10 episodi (2022)

### Videoclip
- Hometown Unicorn - Super Furry Animals (1996)
- God! Show Me Magic - Super Furry Animals (1996)
- Mulder and Scully - Catatonia (1998)
- Mama Told Me Not to Come - Tom Jones e Stereophonics (2000)
- The Importance of Being Idle - Oasis (2005)

### Doppiatore
- Canto di Natale - Il film (Christmas Carol: The Movie), regia di Jimmy T. Murakami (2001)
- Garfield 2, regia di Tim Hill (2006)
- Spider-Man: No Way Home, regia di Jon Watts (2021)

## Riconoscimenti
- Blockbuster Entertainment Awards
  - 2000 – Miglior attore non protagonista in un film commedia/romantico per Notting Hill
- British Academy Film Awards
  - 2000 – Candidatura al miglior attore non protagonista per Notting Hill[4]
- British Academy Television Awards
  - 2005 – Miglior attore per Not Only But Always[5]
- Empire Awards
  - 2005 – Candidatura al miglior attore britannico per L'amore fatale
- Satellite Award
  - 2000 – Candidatura al miglior attore non protagonista in un film commedia o musicale per Notting Hill[6]
- Teen Choice Awards
  - 2012 – Candidatura al miglior cattivo per The Amazing Spiderman[7]

## Doppiatori italiani
Nelle versioni in italiano delle opere in cui ha recitato, Rhys Ifans è stato doppiato da:
- Christian Iansante in Ballando a Lughnasa, Codice 51, L'amore fatale, Lo stravagante mondo di Greenberg, Tata Matilda e il grande botto, Neverland - La vera storia di Peter Pan, The Five-Year Engagement, Il concorso, Divano di famiglia
- Massimo Rossi in Little Nicky - Un diavolo a Manhattan, C'era una volta in Inghilterra, Piovuto dal cielo, House of the Dragon
- Simone Mori in The King's Men - Le origini, Nyad - Oltre l'oceano, Venom: The Last Dance
- Roberto Draghetti in Notting Hill, Official Secrets - Segreto di stato
- Massimiliano Manfredi in Janice Beard - Segretaria in carriera, The Shipping News - Ombre dal profondo
- Angelo Maggi in La fiera della vanità, Snowden
- Luca Biagini in Mr. Nice, Anonymous
- Pino Insegno in The Amazing Spider-Man, Tutto può accadere a Broadway
- Massimo Corvo in August
- Francesco Pannofino in Twin Town
- Paolo Buglioni in Heart
- Rodolfo Bianchi in You're Dead...
- Antonio Sanna in Rancid Alluminium
- Francesco Prando in Ama, onora & obbedisci
- Nino Prester in Kevin e Perry a Ibiza
- Luca Dal Fabbro in Le riserve
- Tonino Accolla in Human Nature
- Mino Caprio in Hotel
- Teo Bellia in Chromophobia
- Edoardo Stoppacciaro in Four Last Songs
- Pasquale Anselmo in Hannibal Lecter - Le origini del male
- Fabrizio Temperini in Elizabeth: The Golden Age
- Gaetano Varcasia in I Love Radio Rock
- Saverio Moriones in Mr. Nobody
- Stefano Crescentini in Passion Play
- Gianluca Tusco in Harry Potter e i Doni della Morte - Parte 1
- Mario Cordova in Elementary
- Massimo Lodolo in Una folle passione
- Michele Gammino in Madame Bovary
- Massimo Lopez in Alice attraverso lo specchio
- Claudio Moneta in Berlin Station
- Simone Leonardi in Spider-Man: No Way Home

Da doppiatore è sostituito da:
- Gaetano Varcasia in Canto di Natale - Il film
- Bruno Conti in Garfield 2